# تلویزیون وضوح‌بالا

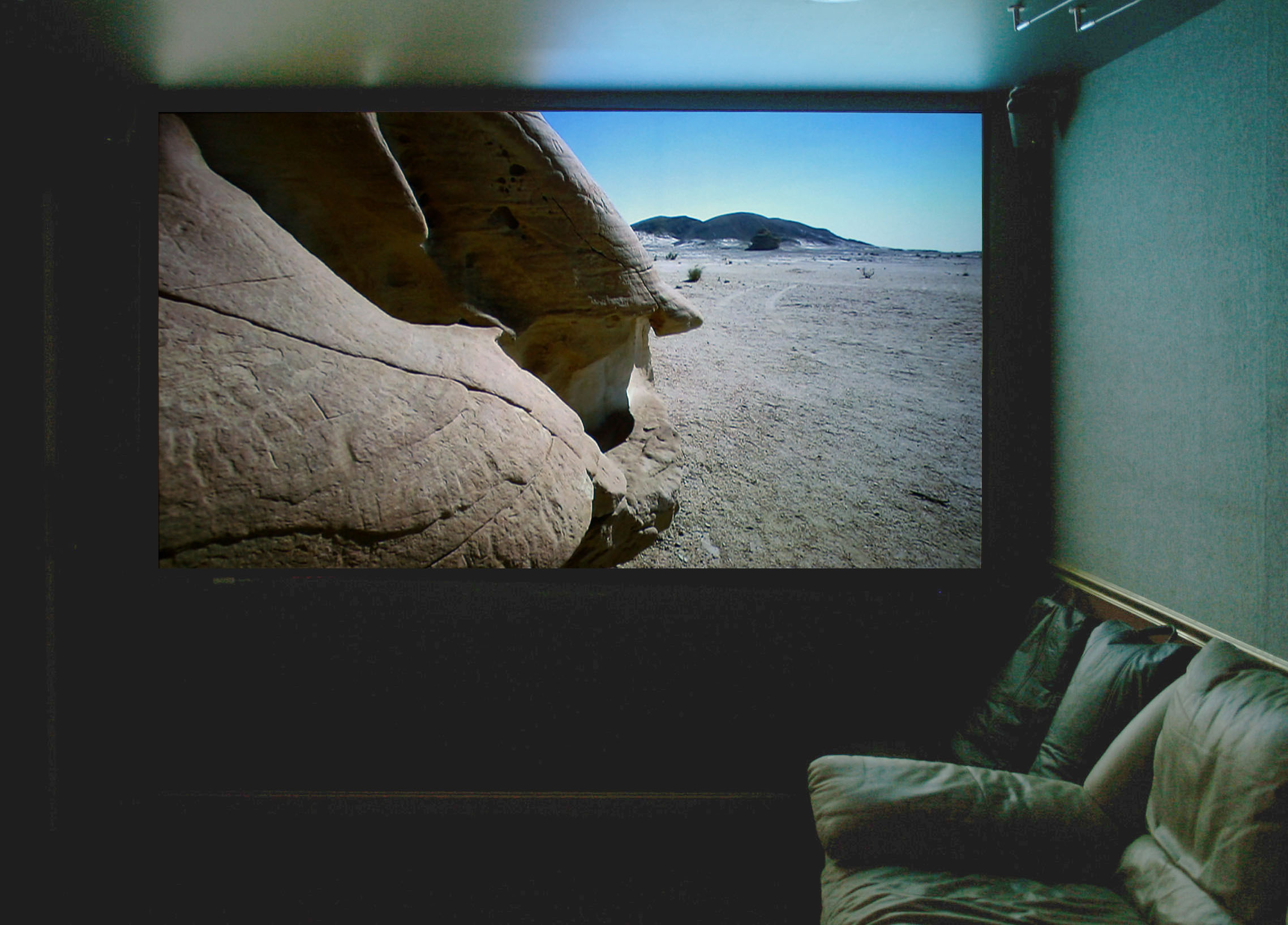
سینمای خانگی، که یک عکس با وضوح بالا در تلویزیون را نشان می‌دهد.

تلویزیون وضوح‌بالا یا تلویزیون اچ‌دی یا اِچ‌دی تی‌وی (HDTV) سامانه پخش تلویزیونی دیجیتال است که وضوح تصویری بالاتری نسبت به تلویزیون‌های سنتی با وضوح استاندارد یا اس‌دی تی‌وی دارد. اما امروزه کیفیت‌های بالاتری بنام یو.اچ. دی یا 4K با عنوان تلویزیون وضوح بسیار بالا به بازار عرضه شده‌است.